# Sociedade Recreativa Unidos ao Botafogo
A Sociedade Recreativa Unidos ao Botafogo é um clube de futebol de Portugal, da vila de Caneças, foi fundado em 1962 e é chamado apenas de Botafogo.

## História
A Sociedade Recreativa Unidos ao Botafogo tem este nome porque havia enviado cartas a diversos clubes importantes internacionalmente na época, em 1962, foram feitos convites a vários clubes por um senhor chamado Ilídio . Para o Brasil, Espanha e outros países. Mas positivo, antes de aparecer o Botafogo foi a resposta dada pelo Porto. Tanto que o primeiro nome desta coletividade era para ser Unidos ao Futebol Clube do Porto Campos de Caneças. Só que quando já estava tudo mais ou menos organizado para ser filial do Futebol Clube do Porto, esse tal Sr. recebeu uma carta vinda do Botafogo do Brasil a dizer para ir ao aeroporto de Lisboa receber os equipamentos. Consistiu simplesmente em camisolas para jogar, e posto isso então adotou-se o nome na altura de Unidos ao Botafogo Futebol Clube Campos de Caneças e mais tarde nasceu o nome de Sociedade Recreativa Unidos ao Botafogo. Hoje em dia é um centro de convívio onde se reúnem os sócios para para jogarem ás cartas entre outros, também se realizam festas e concertos de baile ao fim de semana, costuma estar aberta ao público.